# نجیب ریحانی
نجیب ریحانی (به عربی: نجیب الریحانی؛ ۲۱ ژانویهٔ ۱۸۸۹ – ۸ ژوئن ۱۹۴۹) یک هنرپیشه سرشناس اهل مصر است.

## زندگی
نجیب در ۲۱ ژانویهٔ ۱۸۸۹ در باب‌الشریعه قاهره در مصر به دنیا آمد. او یکی از سه پسر پدری کلدانی اهل عراق به نام الیاس الریحانی و مادری قبطی از قاهره بود. پدر نجیب به عنوان یک کارشناس به خرید و فروش اسب در قاهره می‌پرداخت. نجیب در مدرسه فرانسوی «لیس فرر» در قاهره تحصیل کرد.
نجیب ریحانی ازدواج پرتنشی با بدیعه مصابنی یک بازیگر و رقصنده شامی داشت که در قاهره کاباره مشهور «کازینو بدیعه» را داشت. آنها پیش از مرگ از هم جدا شدند.
نجیب ریحانی گروه تئاتر خود را در اواخر دهه ۱۹۱۰ در قاهره تأسیس کرد و با همکاری دوست همیشگی خود بدیع خیری به تطبیق چندین نمایش فرانسوی برای به روی صحنه رفتن در مصر و پس از آن برای سینما پرداخت.

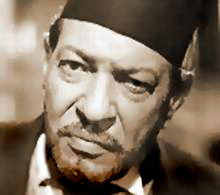
نجیب ریحانی

## درگذشت
نجیب ریحانی در سن ۶۰ سالگی در قاهره در اثر تیفوس در حالی که مشغول آخرین فیلم خود «غزل البنات» بود درگذشت.

## یادمان
فؤاد المهندس بزرگترین کمدین تئاتر و سینمای مصر که او را به عنوان «پدر کمدی» مصر می‌شناسند خود را در سبک و بازیگری تاثیرپذیرفته از ریحانی می‌داند.
در سال ۲۰۱۶ گوگل ۱۲۷مین سالگرد تولد نجیب ریحانی را با تغییر گوگل دودل گرامی داشت.